# Lleonada de les garrigues
La lleonada de les garrigues (Coenonympha dorus) és una espècie de lepidòpter papilionoïdeu de la família dels nimfàlids (Nymphalidae) present als Països Catalans.

## Distribució
S'estén pel nord-oest d'Àfrica i sud-oest d'Europa fins al centre d'Itàlia. Es troba per tota la península Ibèrica.

## Hàbitat
Zones herboses i arbustives seques, sovint en clars de bosc i pendents rocoses i barrancs, també secs i càlids. L'eruga s'alimenta de gramínies tals com Agrosits canina, Agrostis alba, Festuca ovina, Brachypodium retusum, Stipa offneri i Carix harellana.

## Període de vol
Una generació a l'any entre començaments de juny i mitjans d'agost.